# Parti de la liberté et de la justice (Égypte)
Pour les articles homonymes, voir Parti de la liberté et de la justice.
Le Parti Liberté et Justice ou Parti de la Liberté et de la Justice (arabe : حزب الحرية والعدالة (Ḥizb al-ḥurriya wa al-’adala)) est un parti politique égyptien fondé en 2011 et disparu en 2014. Il est la vitrine politique des Frères musulmans.

## Création
Alors que les Frères musulmans étaient, sous la présidence d'Hosni Moubarak, interdits mais tolérés et que leur participation aux élections législatives de 2005 et de 2010 se faisait sous le couvert de partis indépendants, la chute de Moubarak et du parti officiel du PND en février 2011 laisse un vide politique que les Frères musulmans entendent bien occuper.
Le 30 avril 2011 est fondé le Parti Liberté et Justice, avec, à sa tête Mohamed Morsi. Il suit la ligne politique des Frères musulmans, même si le nom du parti n'y fait pas allusion : il évite ainsi de tomber sous le coup des menaces du Conseil suprême des Forces armées, qui assurait le pouvoir par intérim, d'interdire les partis religieux. Liberté et justice sont d'ailleurs des leitmotivs de la révolution de 2011 auxquels les Frères musulmans ne prennent part que tardivement : liberté contre la confiscation des élections ou la répression des islamistes, et justice proche de la demande de "dignité" de la révolution et de la réputation d'intégrité des Frères musulmans auprès de la population. Cette dénomination donne également le sentiment d'ouverture et de modération que le parti va essayer de donner dans les premiers mois de son existence ; ainsi un représentant copte, Rafiq Habib est choisi comme vice-président adjoint du parti, bien que le parti soutienne la charia comme base de la future constitution.

## Élections législatives de 2011-2012
Le parti forme une coalition, l'Alliance nationale démocratique pour l'Égypte (en) avec notamment un parti nassérien de gauche, le Parti de la Dignité et surtout la formation libérale du Néo-Wafd. Cette dernière est cependant trop consciente des divergences idéologiques avec le PLJ et s'en dissocie quelques semaines avant les élections.
Les partis traditionnels étant discrédités par leur coexistence avec le pouvoir et les partis révolutionnaires libéraux étant pour la plupart inconnus, l'ancrage local, à la fois religieux et social, est déterminant dans la campagne électorale.
Aux élections législatives de 2011-2012, le parti remporte 37,5 % des voix et 49 % des sièges : sur 508 sièges, la coalition en obtient 228, dont 217 pour le seul PLJ. Le PLJ devient ainsi la plus puissante force politique de l'Égypte, devant des partis libéraux laminés et un Parti de la lumière salafiste aux scores inattendus et le concurrençant par son islamo-conservatisme. 
Saad el-Katatni devient logiquement président de cette nouvelle assemblée, tandis que Ahmed Fahmi prend la tête du Sénat.

## Élection présidentielle égyptienne de 2012
En février 2011, les Frères musulmans annoncent qu'ils ne présenteront pas de candidat à l'élection présidentielle de 2012 au nom de la pluralité en politique. Abdel Moneim Aboul Fotouh, un membre des Frères musulmans, déclare cependant sa candidature en juin 2011 et est exclu du mouvement. Le 31 mars 2012, le PLJ, en confrontation avec les militaires au pouvoir, en concurrence avec les salafistes et ignorant les demandes des libéraux, change de position et désigne Khairat al-Chater, guide suprême adjoint des Frères musulmans, comme candidat à cette élection par un vote du conseil 56 voix contre 52. Les militaires, par l'intermédiaire d'un tribunal administratif invalident cette candidature, el-Chater n'ayant pas purgé sa peine pour ses activités politiques sous Hosni Moubarak. Mohamed Morsi est aussitôt proposé comme candidat alternatif du parti.

## Dissolution
Le 9 août 2014, le parti est dissous par la justice égyptienne.